# 亞什特
《亞什特》（阿維斯陀語：Yaštī）是《阿維斯塔》的一部份，與《亞斯納》、亞扎塔詞根同為「亞茲」（Yaz），意為「崇拜」、「祈禱」。內容主要是對善神們的歌頌，與《亞斯納》不同的是，亞什特的一篇章對應具體的一位神祇。現存二十一篇，一般認為原本至少該有三十多篇。

## 內容
1. 《霍爾莫茲德·亞什特》：讚頌主神阿胡拉·馬茲達。
2. 《哈弗坦·亞什特》：讚頌七大天神阿梅沙·斯彭塔。
3. 《奧爾迪貝赫什特·亞什特》：讚頌「真理」阿沙·瓦希什塔。
4. 《霍爾達德·亞什特》：讚頌「完美」胡爾瓦塔特。
5. 《阿邦·亞什特》：讚頌聖水阿邦（Ābān）和河流女神阿娜希塔（Anāhīta）。
6. 《胡爾希德·亞什特》：讚頌日神胡爾希德（Khūrshīd）。
7. 《馬赫·亞什特》：讚頌月神馬赫（Māh）。
8. 《蒂爾·亞什特》：讚頌雨神「天狼星」蒂爾（Tīr），包含了雨神和旱神的故事。
9. 《古什·亞什特》：讚頌牲畜神古什（Geuš）。
10. 《梅赫爾·亞什特》：讚頌光明與誓約之神密特拉（Miθra），三大亞什特之一。
11. 《索魯什·亞什特》：讚頌遵命天使索魯什（Sorūsh）。
12. 《拉申·亞什特》：讚頌公正之神拉申（Rashn）。
13. 《法爾瓦爾丁·亞什特》：讚頌靈體神法爾瓦爾丁（Farvardīn），也稱佛拉瓦奇（Fravaši），篇幅最長，內容最古老，三大亞什特之一。
14. 《巴赫拉姆·亞什特》：讚頌戰爭之神巴赫拉姆（Bahrām），也稱烏魯斯拉格納（Vərəθraγna）。
15. 《拉姆·亞什特》：讚頌正氣之神拉姆（Rām），提到風神巴德（Bād）。
16. 《丁·亞什特》：讚頌良知與宗教之神丁（Deyn），提到知識女神奇斯塔（Chista）。
17. 《阿爾德·亞什特》：讚頌財富與幸福之神阿爾德（Ard），也稱阿希（Aši）。
18. 《阿什塔德·亞什特》：讚頌誠實之神阿什塔德（Ashtād）。
19. 《扎姆亞德·亞什特》：讚頌地神扎姆亞德（Zāmyād），三大亞什特之一。
20. 《胡姆·亞什特》：讚頌聖草與酒神胡姆（Houm），也稱豪麻（Haoma）。
21. 《瓦南德·亞什特》：讚頌勝利之神瓦南德（Vanand）。

## 節選
「阿胡拉·馬茲達對斯皮塔曼·瑣羅亞斯德說：瑣羅亞斯德·斯皮塔曼呀！讚美阿雷德維·蘇拉·阿娜希塔吧！她遍布各地，祛病禳災，與眾妖魔為敵，是阿胡拉教的信徒。她在塵世理應受到稱讚和頌揚。她是純潔的，洋溢著活力；令牲畜增殖，財源充盈；使國家和世界繁榮富強。」--《阿邦·亞什特》第一章第一節